# BNP Paribas Open 2017
Die BNP Paribas Open 2017 waren ein Tennisturnier der WTA Tour 2017 für Damen und ein Tennisturnier der ATP World Tour 2017 für Herren in Indian Wells, welche zeitgleich vom 8. bis 19. März 2017 in Indian Wells im Indian Wells Tennis Garden, Kalifornien, stattfanden.

## Herrenturnier
→ Hauptartikel: BNP Paribas Open 2017/Herren
→ Qualifikation: BNP Paribas Open 2017/Herren/Qualifikation

## Damenturnier
→ Hauptartikel: BNP Paribas Open 2017/Damen
→ Qualifikation: BNP Paribas Open 2017/Damen/Qualifikation